# Schloßalm (Dorfgastein)
Die Schloßalm ist eine Alm in der Gemeinde Dorfgastein im österreichischen Bundesland Salzburg.

## Lage und Charakteristik
Die Schloßalm liegt an den östlichen Ausläufern des Kreuzkögerls in der Goldberggruppe. Sie befindet sich in der Ortschaft Unterberg und in der Katastralgemeinde Klammstein. Sie ist wie die gleichnamige Schlossalm in der Nachbargemeinde Bad Hofgastein dem Weitmoserschloss zugehörig. Das Gelände fällt Richtung Osten zum Flusstal der Gasteiner Ache ab. In der Nähe der Schloßalm münden der Lerchhaltbach und die Bäche am Kreuzkögerl-Osthang in die Gasteiner Ache.
Eine Almhütte steht auf einer Höhe von 863 m ü. A. Sie ist über einen Güterweg zu erreichen. Die Schloßalm ist Teil des Gemeinschaftsjagdgebiets Dorfgastein West. Weiter im Westen erstreckt sich eine Gamswild-Ruhezone, die von 1. Dezember bis 31. Mai nicht betreten werden darf. Auf der Alm gibt es eine Orchideen-Weide auf Halbtrockenrasen und eine Pfeifengraswiese. Im Norden und Süden wird das Areal von Grauerlen-Hangwäldern begrenzt.

## Geschichte
Im von 1823 bis 1830 erstellten Franziszeischen Kataster ist im Bereich der Alm noch ein Hof namens Harpeint verzeichnet.